# کنیچیرو سوهیرو
کنیچیرو سوهیرو (انگلیسی: Kenichiro Suehiro؛ زادهٔ ۲۷ دسامبر ۱۹۸۰) موسیقی‌دان اهل ژاپن است.